# Aspalathus ciliaris
Aspalathus ciliaris är en ärtväxtart som beskrevs av Carl von Linné. Aspalathus ciliaris ingår i släktet Aspalathus och familjen ärtväxter. Inga underarter finns listade i Catalogue of Life.